# Klaas Touber

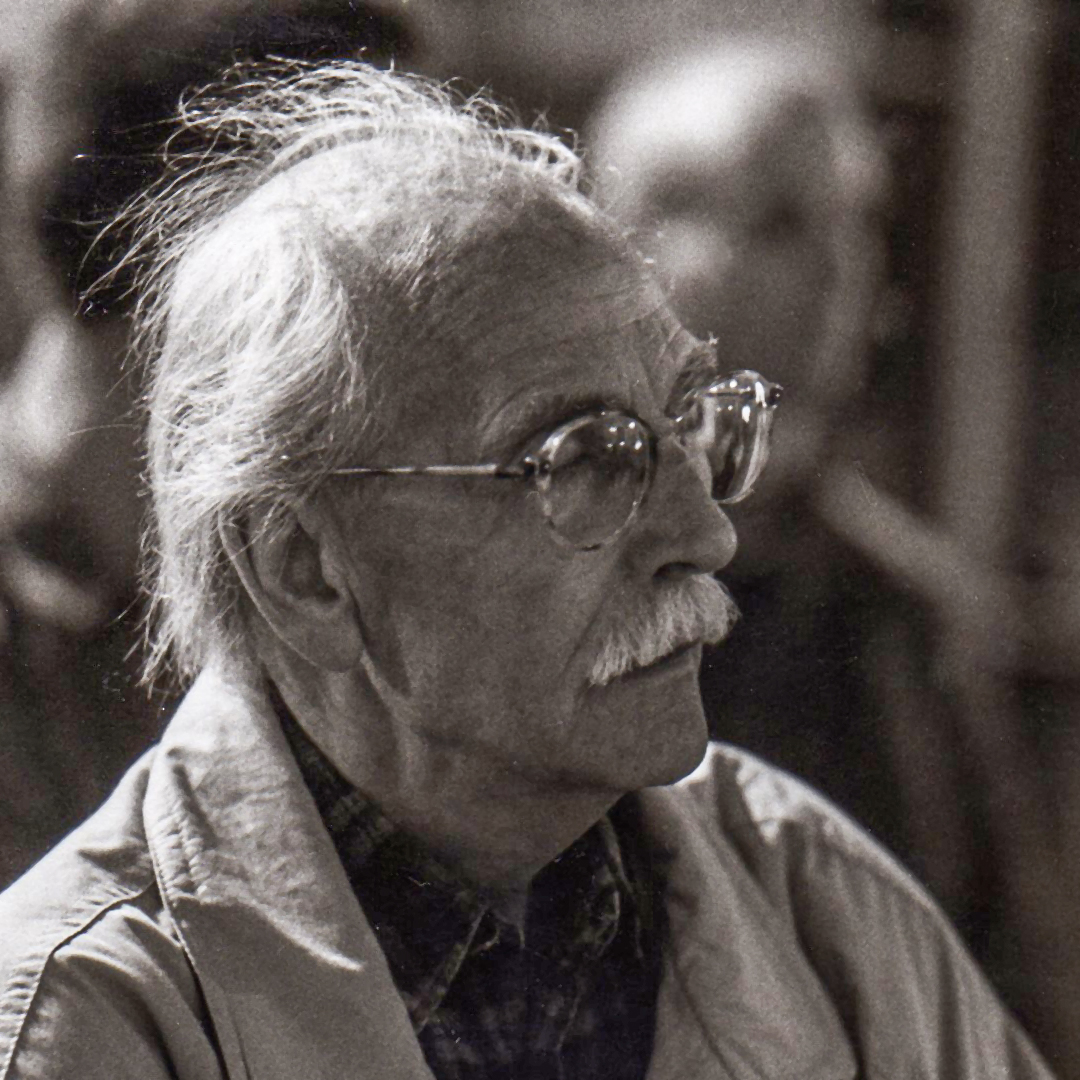
Klaas Touber bei einer Feierstunde im Bunker Farge 1995

Klaas Touber (* 27. Juli 1922 in Amsterdam; † 23. Januar 2011 in Almere, Niederlande) war ein niederländischer Deportierter, Zwangsarbeiter und Autor. Als einer der wenigen Überlebenden des Arbeitserziehungslagers Bremen-Farge engagierte er sich ab Mitte der 1980er Jahre als Zeitzeuge in der Versöhnungs- und Friedensarbeit.

## Leben
Klaas Touber absolvierte ab 1937 eine Ausbildung als Schlosser. Im Februar 1943 wurde er von den Nationalsozialisten ins Deutsche Reich deportiert, wo er auf der Großwerft Bremer Vulkan in Vegesack (seit 1946 ein Stadtteil von Bremen) Zwangsarbeit leisten musste. Nach einer Auseinandersetzung mit einem deutschen Vorarbeiter wurde er von der Gestapo von September bis Oktober 1943 im Arbeitserziehungslager Bremen-Farge inhaftiert und musste auf der Baustelle der geplanten U-Boot-Bunkerwerft Valentin in Rekum unter unmenschlichen Bedingungen arbeiten.

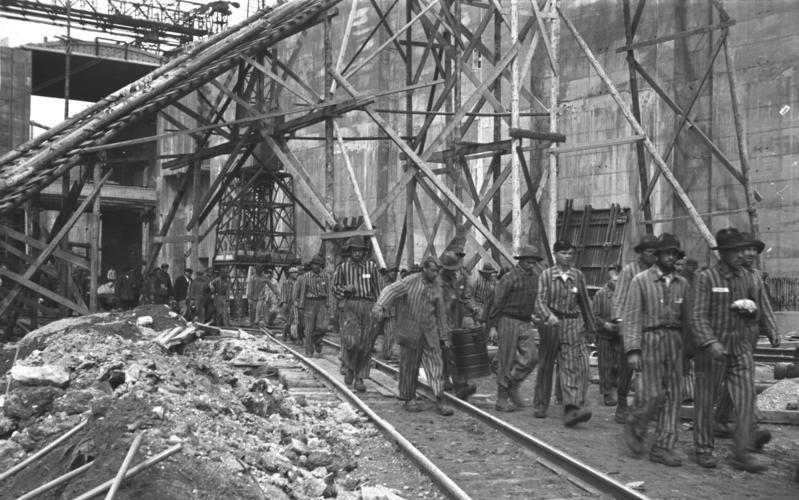
Zwangsarbeiter und Häftlinge beim Bau des U-Boot-Bunkers Valentin

Bei seiner Entlassung aus dem später als „Todeslager“ bezeichneten Straflager in Farge wog er noch 40 Kilogramm. Touber musste dann weiter als Zwangsarbeiter auf der Vulkan-Werft arbeiten. Ende April 1945 flüchtete er von Vegesack aus in das von der britischen Armee befreite Bremen.
Nach Ende des Zweiten Weltkriegs kehrte Touber nach Amsterdam zurück. Infolge einer Tuberkulose-Erkrankung musste er sich einer anderthalbjährigen Kur unterziehen. Ab Ende 1946 bis 1956 arbeitete er als Zeitungsvertreter bei der Tageszeitung Het Parool, die 1941 als illegale Widerstandszeitung gegründet worden war. In dieser Zeit begann er zu schreiben und veröffentlichte seitdem mehrere Short Stories und Erzählungen. Von Ende 1956 bis 1970 arbeitete er als Büromaschinenmonteur und fand dann eine Anstellung in einem Kirchenbüro einer Kirchengemeinde in Hilversum, wo er bis 1980 tätig war. Nebenher schrieb er seine Lebensgeschichte auf. Touber, der bei seinen Berufstätigkeiten fortlaufend Probleme mit Vorgesetzten bekommen hatte, wurde „nervenkrank“ und arbeitsunfähig. Er wurde von dem auf die Behandlung von traumatisierten NS-Opfern spezialisierten Arzt und Psychoanalytiker Hans Keilson therapiert und konnte seinen „Hass auf alles Deutsche“ verarbeiten und überwinden. Ab 1983 arbeitete er ehrenamtlich in der Bibliothek einer Pflegeanstalt für Körperbehinderte.

Klaas Touber (li.) mit seiner Frau Dia Touber (re.) bei einer Gedenkveranstaltung der Internationalen Friedensschule Bremen auf der Bahrsplate (2000)

1983 reiste Touber erstmals nach Deutschland und besuchte Bremen-Vegesack, wo er Mitglieder der Internationalen Friedensschule Bremen am Bürgerhaus Vegesack kennenlernte, die sich in der Region für eine Aufarbeitung der NS-Verbrechen und des Schicksals der Zwangsarbeiter einsetzten. Es entstanden Freundschaften und seitdem besuchte Touber zusammen mit seiner Frau, Dia Touber, regelmäßig Bremen-Nord. Er engagierte sich fortan für eine Versöhnung mit den Deutschen und für die Weitergabe der Erinnerung an den Nationalsozialismus, indem er unter anderem bei Veranstaltungen und vor Schulklassen als Zeitzeuge über seine Leidenszeit sprach.
Ein Teil seines Autobiografie-Manuskripts wurde 1995 in dem deutschsprachigen Buch Hortensien in Farge. Überleben im Bunker „Valentin“ veröffentlicht, das auch Beiträge und Gedichte der ehemaligen Zwangsarbeiter Raymond Portefaix und André Migdal enthält und das im Bremer Donat Verlag erschienen ist. Touber beschreibt in seinem literarischen Feuilleton-Beitrag, der dem Buch seinen Titel gab, unter anderem seine Erinnerung an die Hortensien, die 1943 beim Lager Farge blühten, „mannshoch“, in „wilder Pracht“, „Schönheit in einer hassenswerten Welt“. „Wann immer er [Touber] seitdem Hortensien blühen sieht, steigen in ihm Angst, Hunger, Schmerz, Demütigung auf“, so Manfred Sack in seiner Rezension des Buches in der Wochenzeitung Die Zeit im September 1996. 1997 hatte Touber eine Lesung im U-Boot-Bunker Valentin, der von 1966 bis Ende 2010 in einem Teilbereich von der Bundeswehr als Materialdepot für die Marine genutzt wurde und in dem bzw. bei dem von der Internationalen Friedensschule und anderen Initiativen regelmäßig Führungen und Gedenkveranstaltungen durchgeführt wurden.
Im Jahr 1999 wurde Touber mit dem Franco-Paselli-Friedenspreis der Internationalen Friedensschule Bremen ausgezeichnet.
Klaas Touber war verheiratet. Er starb im Alter von 88 Jahren.

## Werke (Auswahl)
- Mehrere Short Stories und Erzählungen in verschiedenen niederländischen Zeitungen und Zeitschriften (ab Anfang der 1950er-Jahre; in niederländischer Sprache)
- Hortensien in Farge. Überleben im Bunker „Valentin“. Hrsg.: Bärbel Gemmeke-Stenzel, Barbara Johr, Donat Verlag, Bremen 1995, ISBN 3-924444-88-9. (Mit: Raymond Portefaix, André Migdal; Rezension in der Zeit Nr. 40/1996)